# Paços de Brandão
Paços de Brandão es una freguesia portuguesa del concelho de Santa Maria da Feira, con 3,71 km² de superficie y 4.590 habitantes (2001). Su densidad de población es de 1 237,2 hab/km².

## Galería

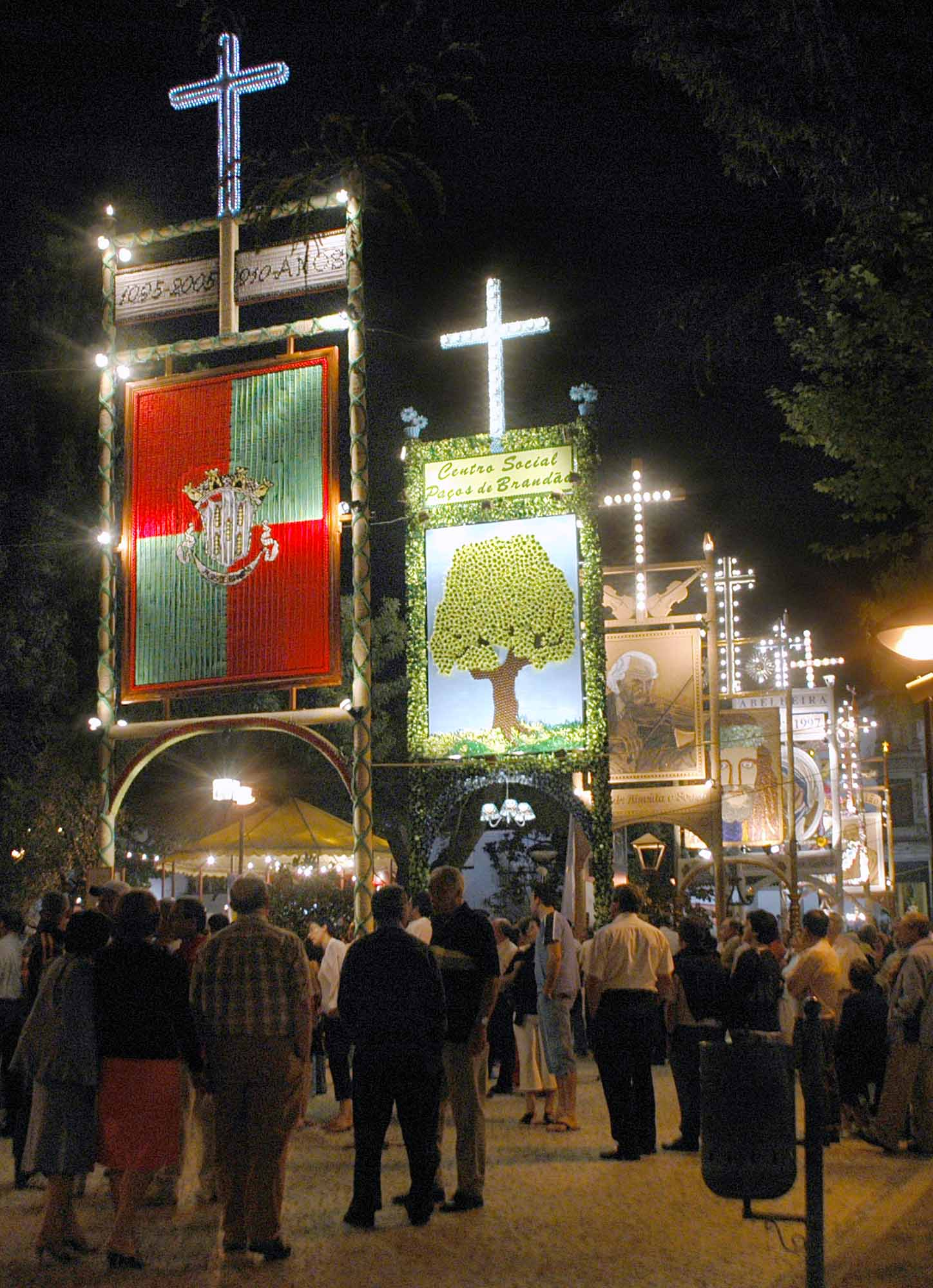
Festa dos Arcos